# Basilique San Domenico de Sienne
Pour les articles homonymes, voir Basilique San Domenico.
La basilique Saint-Dominique ou basilique San Domenico, connue également comme basilica Cateriniana (nom complet en italien : Basilica Cateriniana di San Domenico) est la plus importante église de Sienne en Toscane. Elle se situe entre la place San Domenico et la via della Sapienza, et domine le vallon de Fontebranda, quartier de naissance et de la famille de sainte Catherine de Sienne. La basilique est un exemple de style gothique cistercien.
Construite au XIIIe siècle, elle fut agrandie au siècle suivant. Elle contient la relique principale de la sainte dans une splendide chapelle Renaissance construite pour l'occasion et ornée notamment de fresques du Sodoma. L'église est également appelée basilique caterinienne en raison du lien avec la sainte siennoise et de certains épisodes de sa vie. C'est un monument national italien.

## Histoire
Les Dominicains arrivent à Sienne en 1220, un an avant la mort de leur fondateur Dominique de Guzmán. En 1225, ils reçoivent des terres sur la colline de Camporegio en donation de Fortebraccio Malavolti. La construction débute entre 1226 et 1265 en brique ; au cours du XIVe siècle, le complexe est agrandi pour adopter les formes gothiques dont les seules parties visibles aujourd'hui sont celles qui ont résisté aux incendies (1443, 1456, 1531), aux occupations militaires (1548-1552) et au tremblement de terre de 1798. Elle est achevée en 1465. Après l'incendie de 1531, elle est restaurée par Domenico Cinquini. Au cours des XVIIe et XVIIIe siècles, l'ensemble subit de nombreuses modifications baroques, avec l'ajout et la reconstruction des autels latéraux.
L'ancienne salle capitulaire, l'ancienne sacristie, le réfectoire et le dortoir sont tous construits avec l'église d'origine ; le cloître est décoré de fresques par Lippo Memmi et Lippo Vanni : Memmi réalise une petite Vierge en majesté  et en 1372, Vanni peint une Annonciation.
Après le tremblement de terre de 1798, le clocher, déjà en mauvais état, est abaissé à son niveau actuel et doté de sa couronne crénelée. Pour des raisons similaires de stabilité, l'oculus central de la façade et les fenêtres latérales sont fermées. La dernière intervention a lieu entre 1941 et 1963, au cours de laquelle les superpositions baroques sont supprimées pendant l'occupation fasciste, les formes gothiques anciennes sont partiellement restaurées et les vitraux modernes avec les Histoires de Sainte Catherine de Bruno Cassinari sont ajoutés.
Les funérailles du peintre Simone Martini y ont lieu  en 1344. L'église contient plusieurs reliques de sainte Catherine de Sienne, qui y assistait à la messe.
En juillet 1925, le pape Pie XI élève l'église à la dignité de basilique mineure.

## Description
La basilique se dresse au sommet de la colline de tuf de Camporegio et domine la plaine de Fontebranda.

### Extérieur
La basilique présente un aspect sévère et massif dans son architecture en brique, typique des ordres mendiants qui recherchaient des matériaux humbles pour la construction de leurs églises. Le style est gothique cistercien, notamment dans l'abside. Le portail d'accès (numéro 21 sur le plan de la basilique) se trouve sur le côté gauche ; le côté droit est couvert par les salles du couvent.
La façade est à pignon, lisse et dépourvue de décorations, à l'exception du haut oculus qui fait office de rosace. Elle est en grande partie recouverte par la chapelle voûtée (1), accessible depuis l'intérieur de l'église et qui dépasse de la surface de la façade.
À gauche se trouve le clocher de 1340, abaissé au début du XVIIIe siècle et couronné d'un crénelage après le tremblement de terre de 1798.

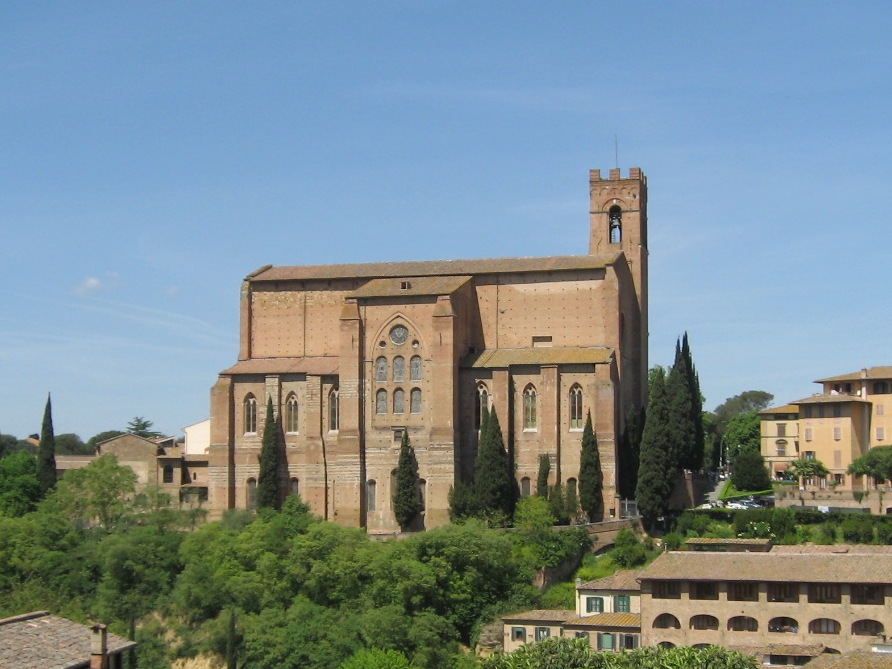
Vue extérieure.
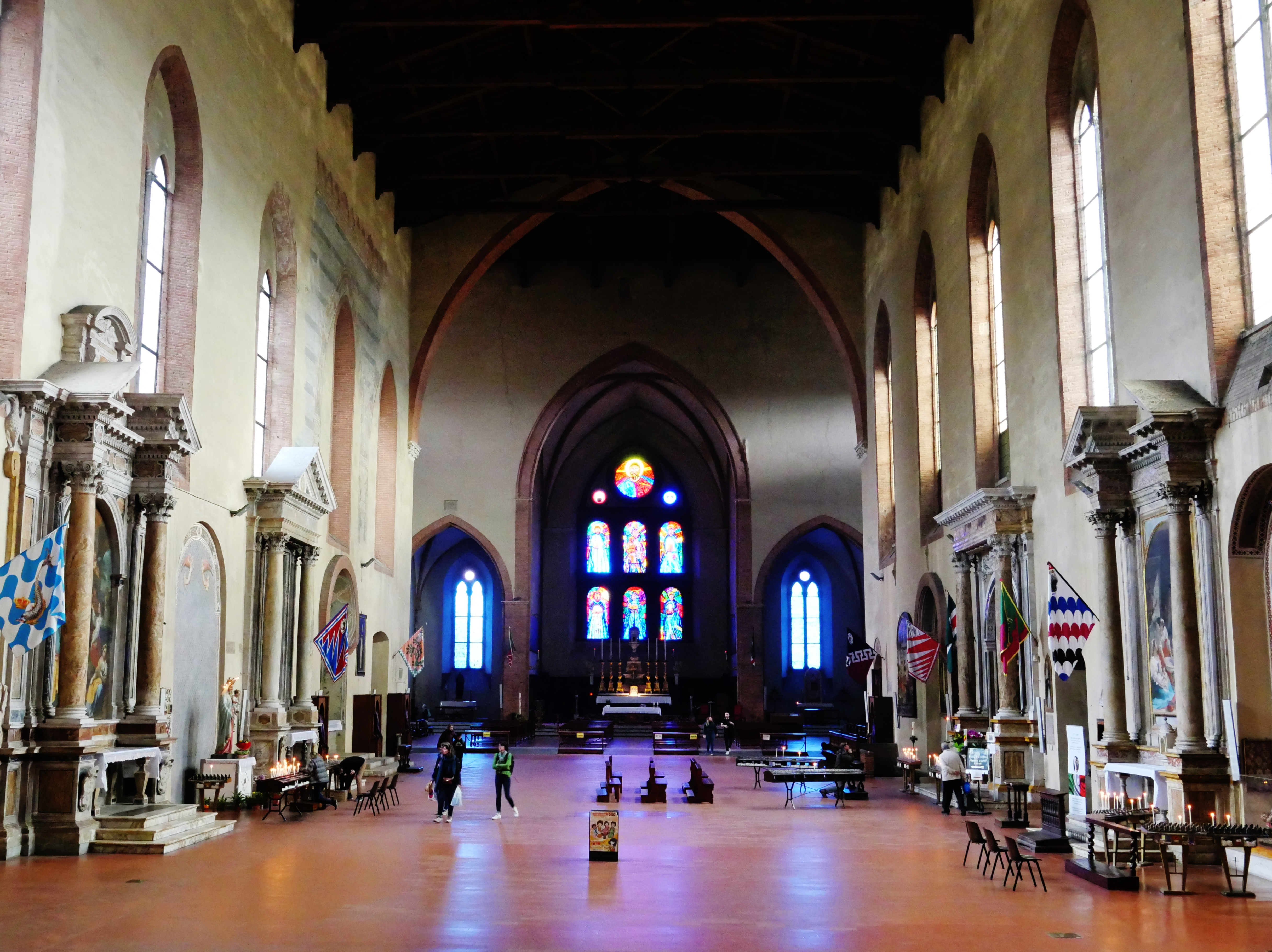
Intérieur.

### Intérieur

Plan.

L'édifice présente un plan en croix de saint Antoine, avec une seule grande nef à la charpente apparente, un transept également à charpente apparente et de nombreuses chapelles voûtées en croisée d'ogives créées dans le mur du fond, le tout se terminant par un chevet plat. La chapelle centrale est de forme similaire aux autres chapelles du transept, mais avec plus de hauteur, de largeur et de profondeur. Ce plan cistercien est un modèle architectural des ordres mendiants, qui vise à la fois à créer un environnement vaste, propice à la prédication, à de grandes masses de fidèles, et à éliminer les excès décoratifs.
La projection verticale de la nef est à deux niveaux avec des autels au premier niveau et des fenêtres gothiques avec vitraux au deuxième niveau. Les vitraux sont l'œuvre de Bruno Saetti et Domenico Cantatore sur le mur de droite, de Fabrizio Clerici et Giorgio Quaroni sur celui de gauche, et de Bruno Cassinari dans le choeur .
Tous les murs intérieurs ont été enduits lors de la restauration effectuée au XXe siècle, mais sont encore agrémentés de nombreuses peintures. La chapelle Sainte-Catherine, qui abrite la relique principale de la sainte  en plus de représenter un coffre d’art de la Renaissance se trouve dans le mur droit de la nef.
L'entrée de la basilique se trouve sur le côté gauche de l'édifice car l'espace derrière la façade est occupé par la structure surélevée de la Capella del Volte.

#### Capella del Volte

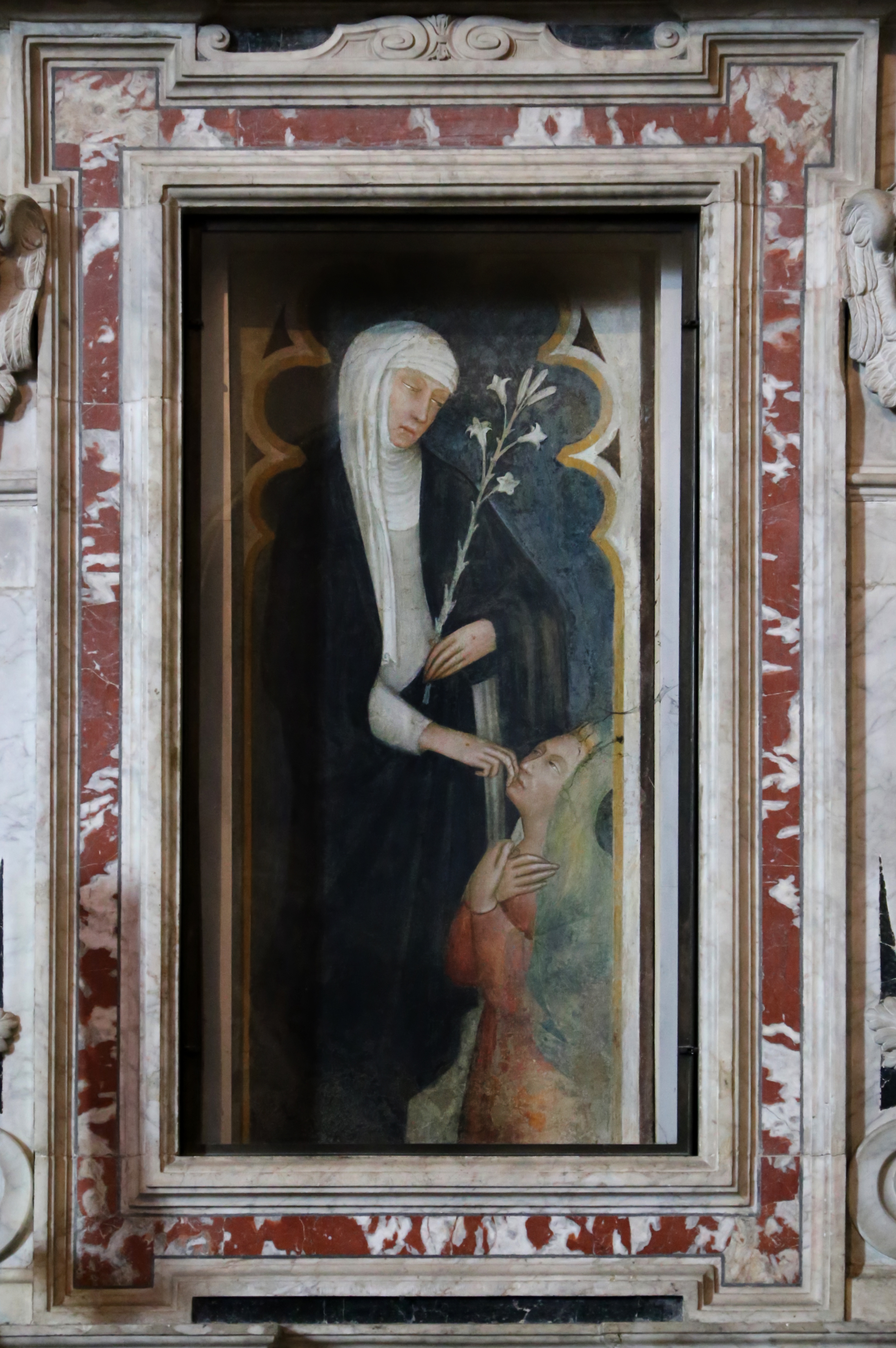
Andrea Vanni, Sainte Catherine de Sienne et un dévot.

La Capella del Volte (1) est accessible depuis l'envers de la façade de l'église par deux grands arcs sur pilier ; elle est surélevée au-dessus du sol de la basilique. Ancien lieu de prière des fraternités laïques dominicaines, qui remontent au XIVe siècle, elle est constituée de deux travées voûtées de Croisées d'ogives qui étaient autrefois fermées par un mur qui séparait, au niveau de l'envers de la façade, la salle de la chapelle de la nef de l'église. La chapelle n'était autrefois accessible que par le petit escalier au niveau de la travée gauche qui est encore visible aujourd'hui. Les restaurations du XXe siècle ont supprimé le mur de séparation et placé sur la droite le large escalier qui permet encore aujourd'hui d'y accéder.
Sainte Catherine de Sienne, dans cette chapelle, reçut la tunique de servante des sœurs Mantellate de Marie (les sœurs de la Pénitence de saint Dominique sont surnommées les Mantellate du fait de leurs habits noirs, mantello en italien), fut vue plusieurs fois en extase, dit qu'elle a récité plusieurs fois le Livre des Psaumes avec Jésus-Christ, qu'elle a échangé son cœur avec lui et qu'elle lui a donné son habit de pèlerin.
Parmi les peintures présentes, la fresque du mur du fond (3) date du dernier quart du XIVe siècle et représente Sainte Catherine de Sienne et un dévot ; elle est considérée comme un portrait véridique de la sainte car son auteur, Andrea Vanni, est un disciple de la sainte qui a certainement eu l'occasion de la rencontrer à plusieurs reprises. Les autres peintures  datent toutes du XVIIe siècle et décrivent des épisodes de la vie de la sainte, des faits post-mortem ou des miracles qui lui sont imputables. Dans la première travée, face au mur du fond, se trouve la Canonisation de Sainte Catherine de Mattia Preti (1672-1673), flanquée de deux tableaux représentant Sainte Catherine donnant l'habit de pèlerin à Jésus et Jésus rendant à la sainte la croix qu'il avait reçue d'elle en tant que pèlerin par Crescenzio Gambarelli, signés et datés 1602 (2). Sur le mur latéral de la chapelle sont exposés l' Apparition de Catherine à sainte Rose de Lima travaillant au fuseau de Deifebo Burbarini (XVIIe siècle) au centre, et sur les côtés la Mort de Sainte Catherine et Sainte Catherine récitant l'office avec le Christ, tous deux de Crescenzio Gambarelli et également datés de 1602 (1).
Les bancs en bois sculpté du chœur sont d'époque Renaissance.

#### Mur gauche de la nef
Sur les autels du mur de gauche, les peintures représentent Saint Hyacinthe de Pologne sauvant une statue de la Vierge et le Saint-Sacrement d'un incendie de Francesco Vanni, datant de 1600 (premier autel, 20), sur le deuxième autel le Mariage mystique de sainte Catherine d'Alexandrie d'Alessandro Casolani (19), et, sur le troisième, Saint Antoine abbé libérant une possédée de Rutilio Manetti, daté de 1628 (18). Le mur gauche expose encore le tableau La Vierge à l'Enfant de Francesco di Vannuccio, un Éternel avec saint du Sodoma et une Sainte Catherine d'Alexandrie de Sebastiano Folli.
La prédelle (17), qui porte quinze petits panneaux avec les Mystères du Rosaire, a été récemment attribuée au Sodoma (première moitié du XVIe siècle).

#### Mur droit de la nef

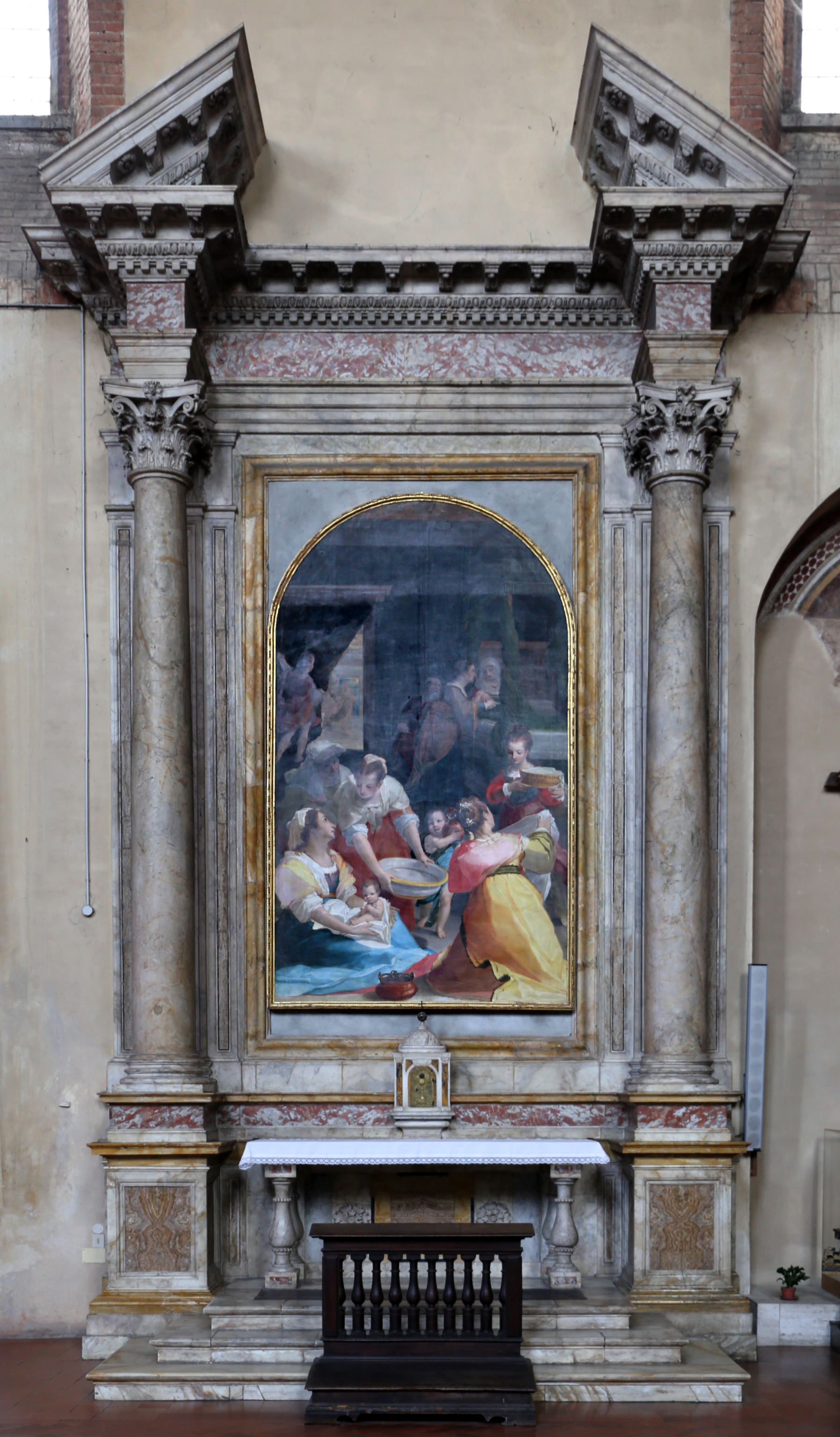
Alessandro Casolani, Nativité de la Vierge.

Sur le mur droit de la nef se trouvent l' Apparition de la Vierge au Bienheureux Gallerani de Stefano Volpi (1630) (4), la Nativité de la Vierge d'Alessandro Casolani (1585) (5), et un reliquaire contenant des reliques de sainte Catherine (6) . La toile de Casolani est considérée comme le chef-d'œuvre de cet artiste et aussi comme la meilleure toile siennoise de l'époque.
Au-delà de la chapelle de sainte Catherine, se trouve la toile du XVIe siècle du Sodoma (8) représentant le Martyre de saint Sébastien, sainte Catherine, saint Sigismond, saint Vincent Ferrier et Dieu le Père. Le tableau au centre date d'environ 1375 et est une œuvre mineure de Francesco di Vannuccio. Plus loin, l'Adoration de l'Enfant peinte par Francesco di Giorgio Martini vers 1490 (9), est complétée par la lunette contemporaine de Matteo di Giovanni, représentant la Pietà entre les saints Michel et Madeleine, et par la prédelle attribuée à Bernardino Fungai avec cinq scènes d'origines diverses.

#### Chapelle de sainte Catherine

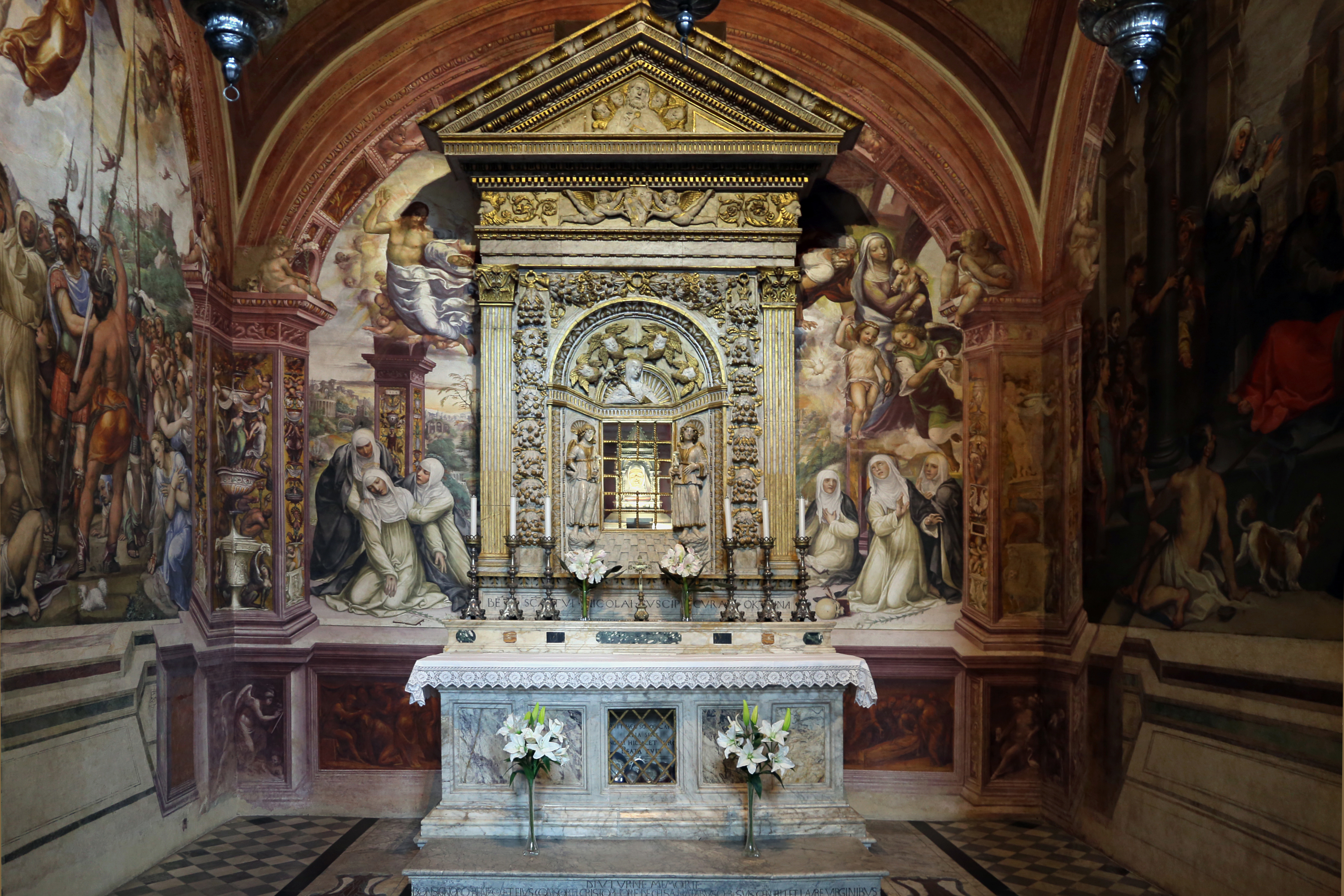
Chapelle de sainte Catherine.

La chapelle de sainte Catherine se trouve à droite de la nef (7), commandée en 1466 par Niccolò Bensi pour abriter la relique de la tête de la sainte. La tête avait été séparée du corps sans vie par son confesseur, le bienheureux Raymond de Capoue, au lendemain de sa mort à Rome en 1380. Elle fut amenée à Sienne en 1384 pour satisfaire les demandes pressantes des Siennois qui voulaient une relique de leur vénérée sainte.
Un autel en marbre sculpté par Giovanni di Stefano en 1469, commandé par Niccolò Bensi, se dresse au centre de la chapelle pour abriter la relique. Celle-ci est située au-delà d'une grille, à l'intérieur d'un petit reliquaire de style néogothique en forme de temple du XXe siècle.
Les fresques du XVIe siècle sont l'œuvre du Sodoma et de Francesco Vanni. Celle du mur de gauche représente la Décapitation de Niccolò di Tuldo (un jeune homme condamné à mort et converti quelques heures avant son exécution par Catherine qui l'assista jusqu'à la potence), peinte par Le Sodoma en 1526. Sur le mur du fond se trouvent l' Extase de sainte Catherine (à gauche) et l' Évanouissement de sainte Catherine provoqué par les stigmates (à droite), également de Sodoma  (1526), considérées parmi ses œuvres les plus réussies. Sur le mur de droite, la Libération d'une femme possédée par sainte Catherine est une œuvre de Vanni (1596, huile sur plâtre), qui a également peint l'arc de la chapelle (huile sur plâtre, et non une fresque), représentant Raimondo da Capua et Antonio Nacci (dits « Caffarini »), auteurs respectivement de la Legenda Maior et de la Legenda Minor de la sainte ; au-dessus, dans l'arc, les Saints Luca et Girolamo sont du Sodoma.
Le sol en opus sectile date du XVe siècle et est attribué à Francesco di Giorgio Martini. Il représente probablement Orphée et les animaux, une scène de la mythologie grecque. Les piliers présentent des grotesques articulés du XVIe siècle. Le dôme a été reconstruit après le tremblement de terre de 1798.
Le petit panneau situé à droite de la chapelle représente la Bienheureuse Caterina dei Lenzi, qui vécut au XVe siècle et ne doit pas être confondue avec la sainte siennoise plus célèbre. Le tableau est une reproduction moderne de l'image ancienne, qui était très vénérée à Sienne jusqu'à sa destruction en 1939.

#### Transept droit

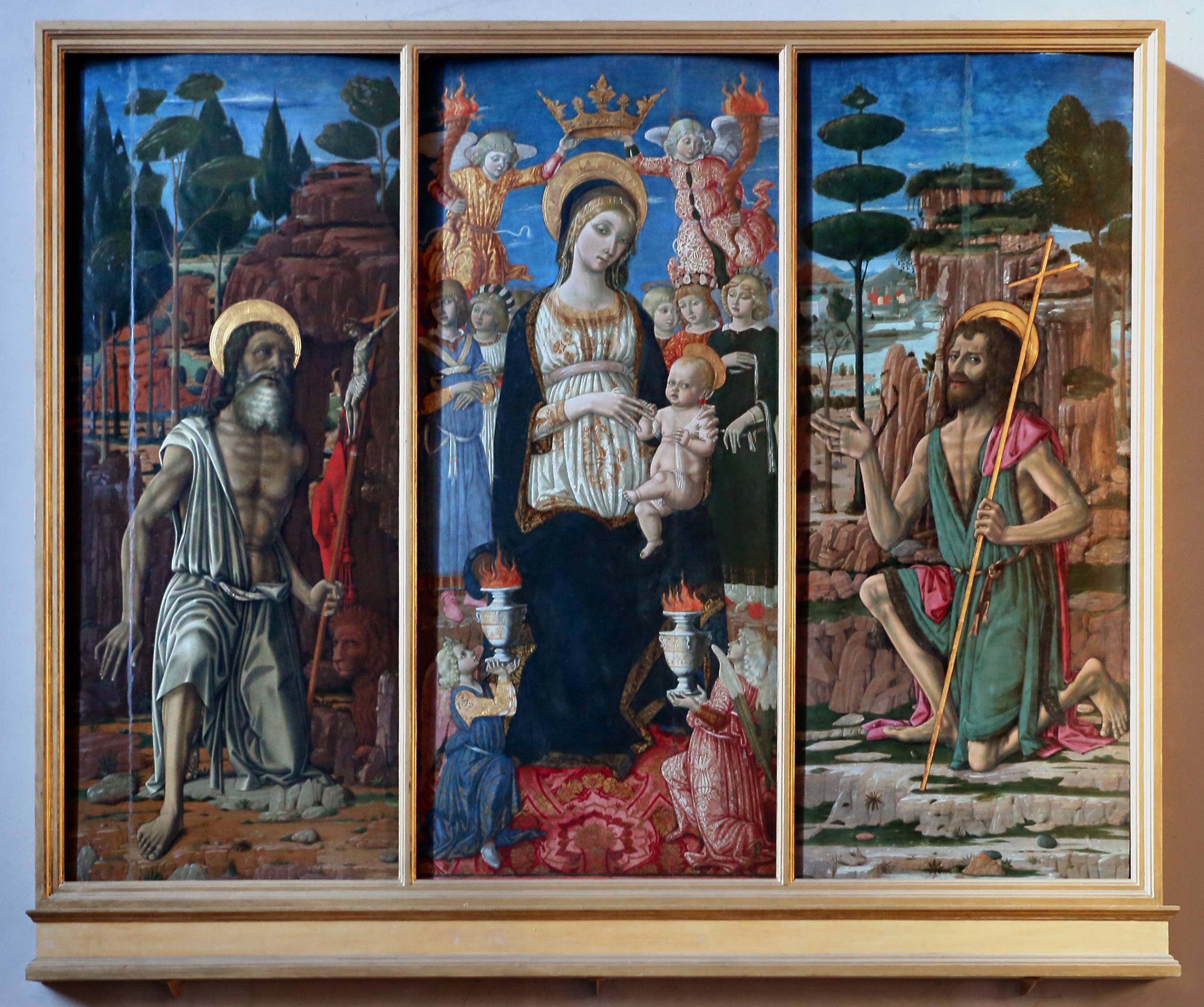
Matteo di Giovanni, Vierge à l'Enfant entre les saints Jérôme et Jean-Baptiste, 1476.

On accède au transept par un arc brisé très haut qui sépare la nef du chœur.
Le transept droit est orné dans la chapelle du fond par l’autel baroque dédié au bienheureux Ambrogio Sansedoni (11), célébré au centre de l’autel dans la toile de Francesco Rustici. Les deux figures en marbre de gauche et de droite sont respectivement Saint Thomas d'Aquin et le Bienheureux Jacopo da Mevania.
En continuant vers le centre, dans la première chapelle se trouve une double fresque, datant peut-être du début du XVIe siècle, trouvée dans un tombeau sous le sol, qui représente la Vierge en majesté avec un commanditaire et Deux saints .
La deuxième chapelle (12) possède un autel en marbre avec un crucifix au centre et sur les côtés, les deux figures de Sainte Barbara et Sainte Marie Madeleine de l'école de Jean Bologne (1595). Dans la chapelle elle-même, la succession de monuments sépulcraux sur les deux murs latéraux est pittoresque, notamment liée aux étudiants allemands et aux habitués de l'université de Sienne, décédés entre le XVIe et le XVIIe siècle.
La troisième chapelle (13) présente sur le mur droit un tableau de la Vierge à l'Enfant entre les saints Jérôme et Jean-Baptiste de Matteo di Giovanni (1476) et des fragments de fresques du XVIe siècle provenant du cloître.

#### Chapelle principale
Dans la chapelle centrale (14), l'autel moderne est agrémenté d'un ciborium et de deux anges de Benedetto da Majano (vers 1475). Les toiles derrière sont le Martyre de saint Pierre de Vérone d'Arcangelo Salimbeni (1579) et d'autres œuvres mineures des XVIIe et XVIIIe siècles.

#### Transept gauche

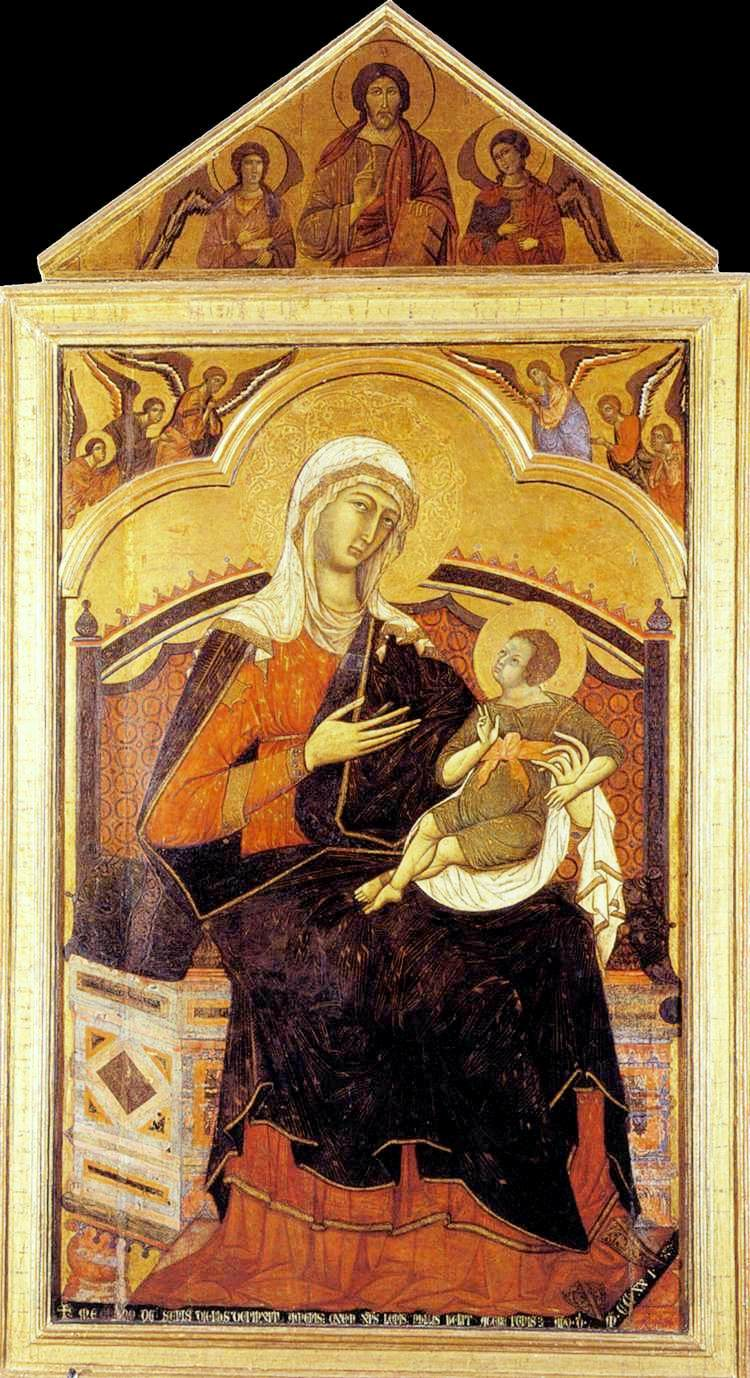
Guido da Siena, Vierge en majesté.

La chapelle (15) expose la Crucifixion des saints Eugène et Benoît de Raffaello Vanni (1649) et un Saint Antoine Abbé en bois sculpté par Francesco di Valdambrino, élève de Jacopo della Quercia, et polychromé par Martino di Bartolomeo (1426). Sur le mur gauche de la chapelle, la fresque de la Vierge à l'Enfant avec saint Jean-Baptiste et un chevalier agenouillé, œuvre de Pietro Lorenzetti, a été détachée du cloître du couvent et est parmi les plus importantes de la basilique (vers 1325).
La chapelle suivante (16) est la plus monumentale et la plus décorée du transept, avec des fresques de Giuseppe Nicola Nasini et des stucs. Au centre se dresse la grande Vierge en majesté de Guido da Siena, un panneau qui porte la signature du peintre, où l'on lit : « me Guido de Senis diebus depinxit amenisquem Christus Ienis nullis velit angere pénis - Anno Domini MCCXXI ». Cependant, la date, qui ferait de cette œuvre l'œuvre la plus ancienne et la plus entièrement byzantine de l'art toscan et italien en général, n'est plus considérée comme crédible par la plupart des chercheurs, qui privilégient plutôt une datation vers 1270, après l'arrivée dans la ville de Coppo di Marcovaldo ; les visages de la Vierge et de l'Enfant aurait été repeints par un peintre proche de Duccio di Buoninsegna.
Deux autres toiles importantes se trouvent sur les murs latéraux, représentant, respectivement à gauche et à droite, la Vierge à l'Enfant entre les saints Grégoire, Jacques, Jérôme et Sébastien avec une lunette au-dessus (Pietà) de Benvenuto di Giovanni (1483) et Sainte Barbe avec les saintes Marie-Madeleine et Catherine d'Alexandrie avec un cymatium représentant l' Épiphanie, œuvre de Matteo di Giovanni de 1479.
La septième chapelle possède sur le mur gauche un crucifix en bois attribué à Vecchietta (seconde moitié du XVe siècle).
Sur le mur opposé à la sixième chapelle, le monument commémoratif dédié à Giuseppe Pianigiani, ingénieur siennois qui a conçu, entre autres, la ligne de chemin de fer Sienne-Empoli, a été sculpté par Enea Becheroni et Tito Sarrocchi (1855).
Un autel dédié à Dominique de Guzmán, représenté au centre dans une toile moderne d'un peintre dominicain, se trouve dans la chapelle au fond du transept gauche. Les deux figures en marbre de gauche et de droite sont respectivement Sainte Marie-Madeleine et Sainte Catherine d'Alexandrie.

#### Sacristie
L'entrée de la grande sacristie (10) se situe dans le transept droit ou le mur droit, avec une bannière sur l'autel de Sodoma (Vierge en majesté). À l'opposé, la grande Multiplication de pains et de poissons est de Ludovico Dondo de Mantoue (1635).
Les peintures du XVIIe siècle sont des copies de Giovanni Lanfranco et d'autres artistes émiliens d'un cycle pictural conservé dans la chapelle du chœur de San Lorenzo à Rome.

#### Crypte

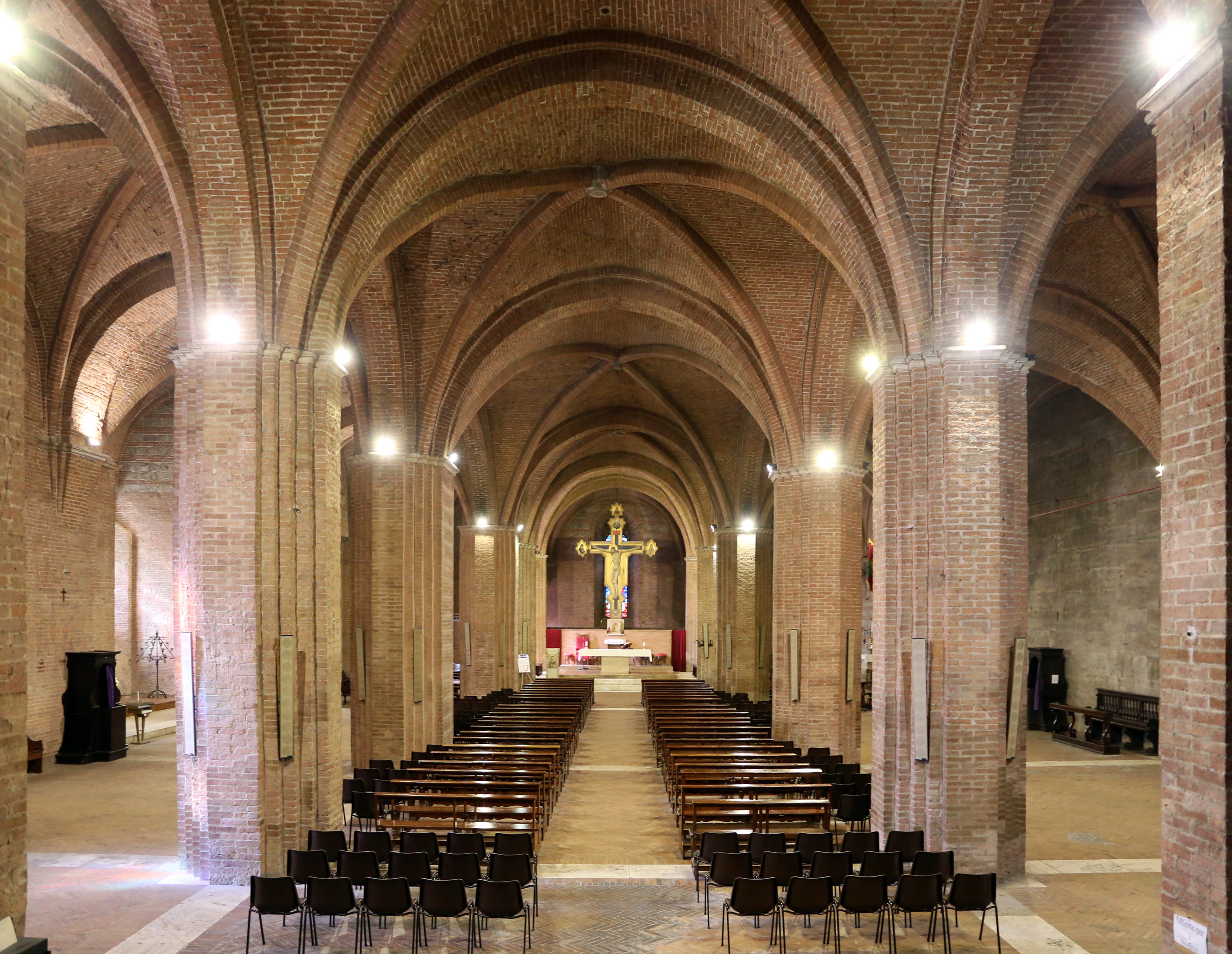
Crypte.

Le complexe comprend également une crypte gothique du XIVe siècle à laquelle on accède par un escalier situé au fond de la nef droite ou depuis le côté gauche de l'église. Créée avec les fondations de l'église au début du XIVe siècle, elle fut ensuite abandonnée et destinée à des usages profanes jusqu'à ce qu'elle soit restaurée et reconsacrée en 1935.
Divisée par des piliers en trois nefs avec des voûtes en croisées d'ogive et des absides, la plupart des fonctions religieuses y sont aujourd'hui organisées, surtout en hiver, car elle bénéficie d'une température plus douce que la basilique au-dessus. Dans la vaste salle se trouvent le Crucifix de Sano di Pietro derrière le maître-autel et la Crucifixion signée et datée 1600 par Ventura Salimbeni.

### Cloître
L'entrée du cloître se trouve à droite de la façade, construit en 1425, restauré et en partie refait en 1941.

## Œuvres remarquables
Crypte à trois nefs
- Croix peinte de Sano di Pietro

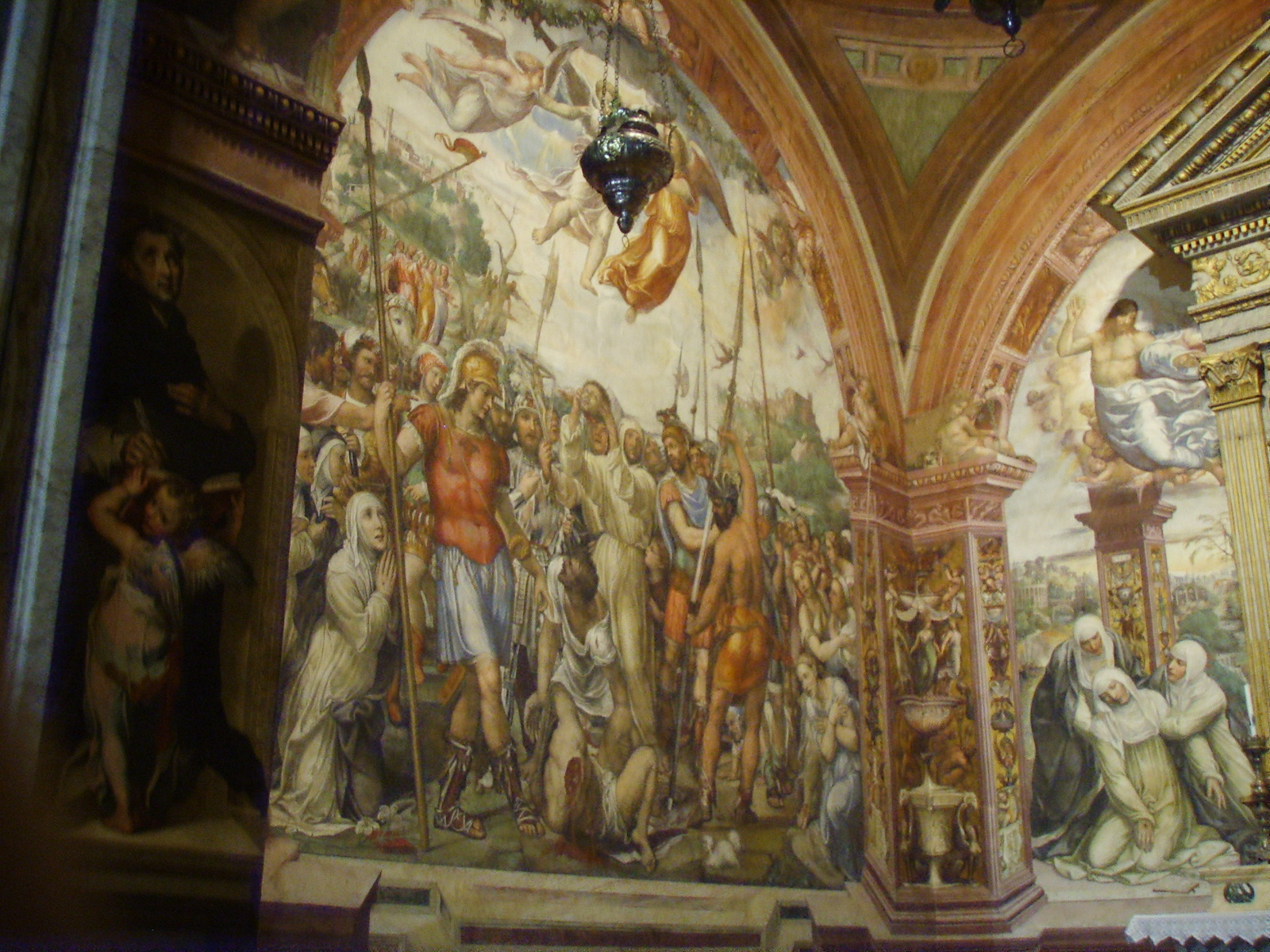
Sodoma, More de Niccolò di Tuldo, chapelle de sainte Catherine.

- Œuvres de Ventura Salimbeni et de Turino di Sano (it)

Capella del Volte
Elle contient le seul portrait de sainte Catherine de Sienne par un des contemporains et amis, Andrea Vanni.
Capella di Santa Caterina
- Fresques du Sodoma : Extase de sainte Catherine, Évanouissement de la sainte, Intercession de sainte Catherine
- Giovanni di Stefano : tabernacle et reliquaire (tête de la sainte ramenée de Rome par le bienheureux Raymond de Capoue[11] en 1383)
- Reliquaires (celui avec l'index, et celui de la tête, un buste en bois)

Murs latéraux
- Francesco Vanni : Délivrance d'une possédée

Autels latéraux
- Retable de l'Adoration des bergers de Francesco di Giorgio Martini
- Prédelle de Bernardino Fungai
- tympan de Matteo di Giovanni : Pietà

Cinquième chapelle
- Maestà de Guido da Siena

Maître-autel
- Tabernacle et deux anges de Benedetto da Maiano

Cloître
- Fragments de fresque de Lippo Memmi et Andrea Vanni

Transept
- Retable à saint Ambrogio Sansedoni, de Francesco Rustici (1611-1612)
- Sant'Antonio Abate, bois sculpté de Francesco di Valdambrino (quatrième chapelle)

## Sources
- (it)/(en) Cet article est partiellement ou en totalité issu des articles intitulés en italien « Basilica di San Domenico (Siena) » (voir la liste des auteurs) et en anglais « Basilica of San Domenico, Siena » (voir la liste des auteurs).